# An-Nisa

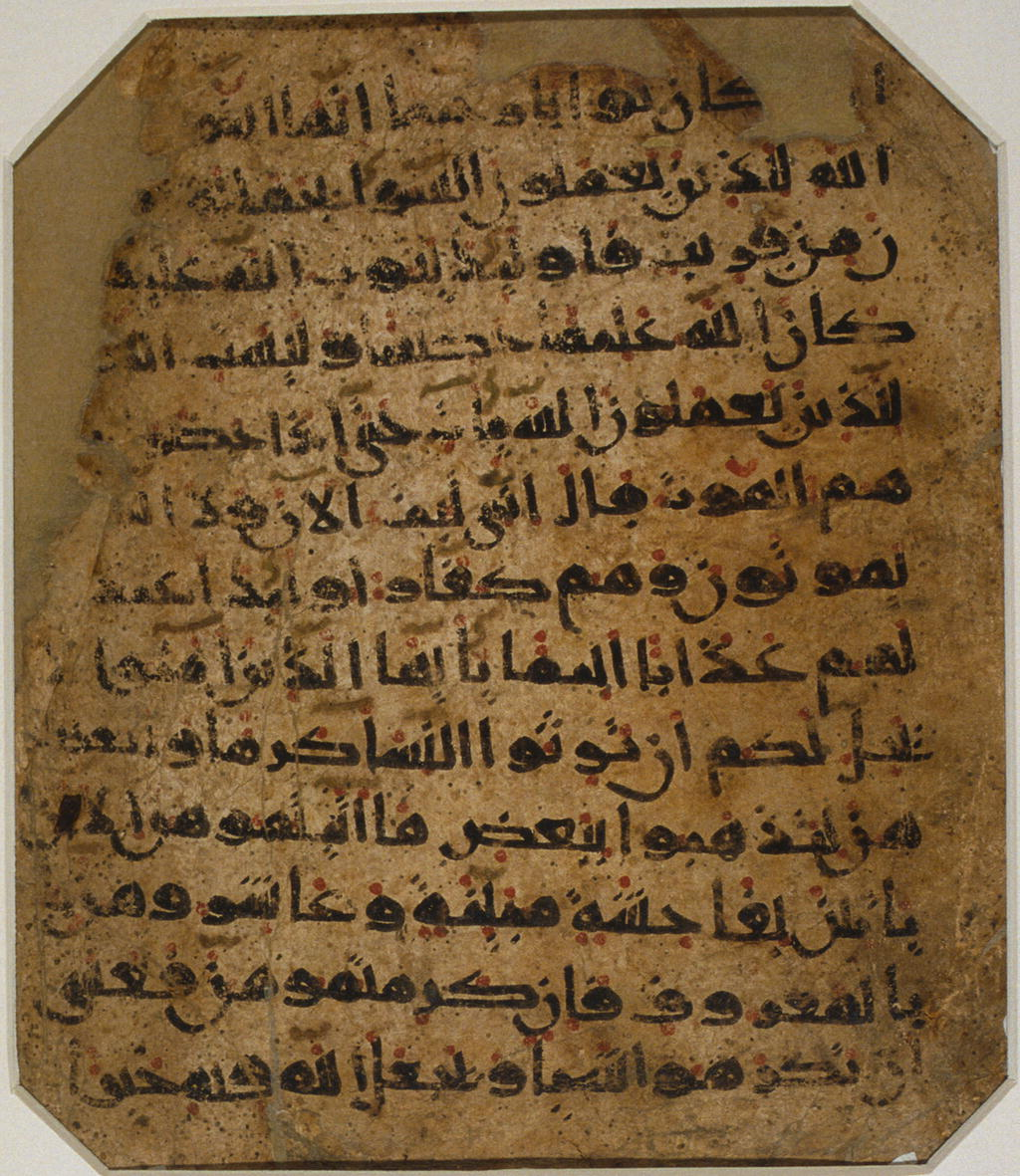
Vers 16-19.

An-Nisa' (arabiska): سورة النساء, Sūratu an-Nisā, "Kvinnorna") är det fjärde kapitlet (sūrah) i Koranen med 176 verser (āyāt). Det är det näst längsta kapitlet i Koranen efter Al-Baqarah. Namnet på suran härrör från de många hänvisningarna till kvinnor i hela kapitlet, inklusive vers 34 och verserna 127-130.

## Översikt
- 1 Människor och deras Skapare
- 2 De faderlösa, skyldigheten av förmyndaren
- 3-5 Behandla era fruar och de som ni rättmätigt besitter rättvist
- 6-13 Arvsrätt
- 14-15 Straff för äktenskapsbrott
- 16-17 Uppmaning till ånger
- 18-19 Kvinnans rättigheter
- 20-27 Förbjudna och tillåtna saker inom äktenskapet
- 28-30 Spel, plundring och självmord förbjudet
- 31-33 Mannens överlägsenhet över kvinnan erkänd
- 34 Försoning mellan mannen och kvinnan